# Русская культура в Германии

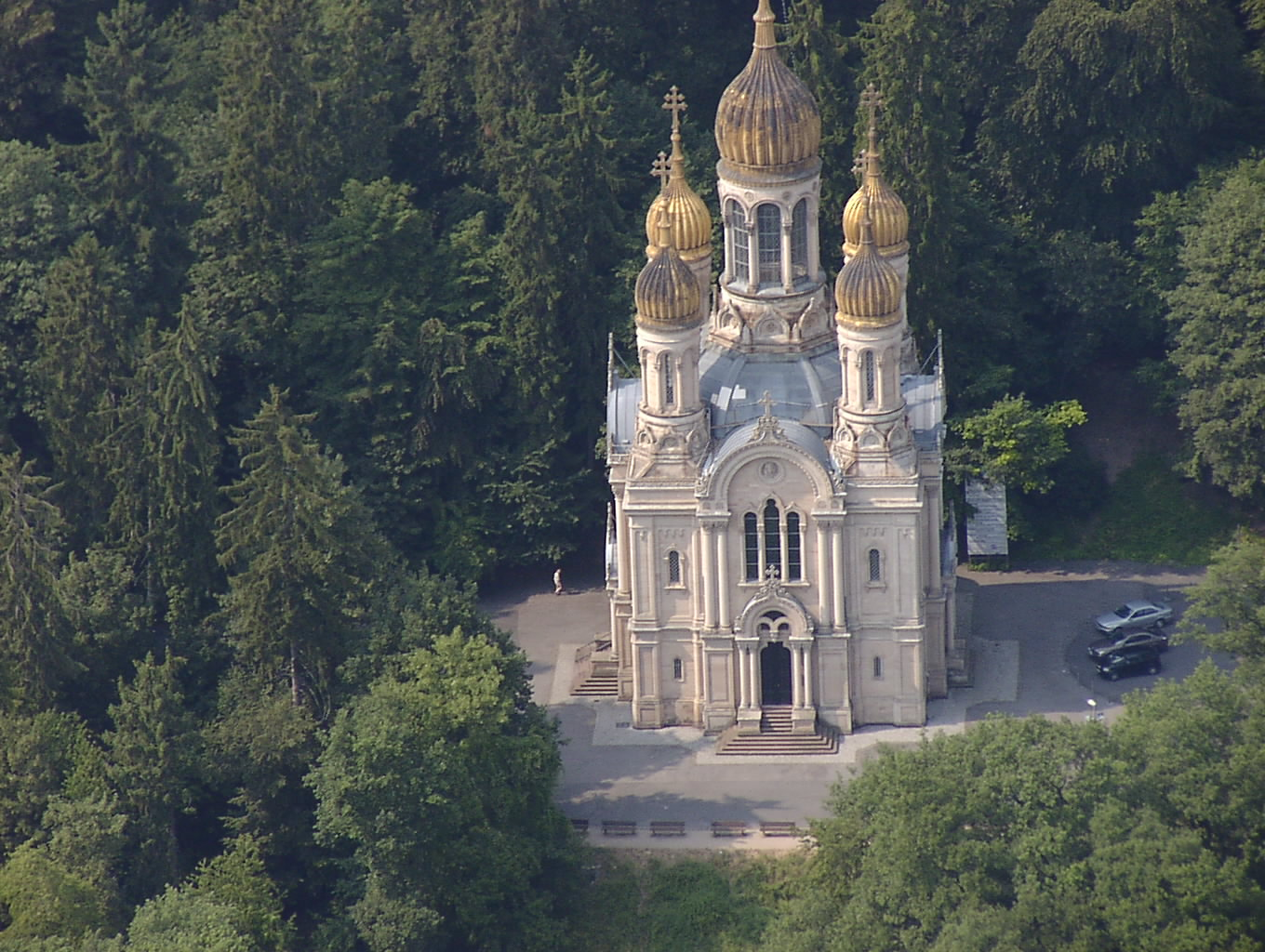
Русская православная церковь в Висбадене, фотография с воздуха

Русская культура в Германии широко представлена с XIX века благодаря тесным родственным связям между императорским домом Романовых и немецкими княжескими домами. В дальнейшем культурные связи распространились на подданных обоих государств, посещавших обе страны. В XX веке русская культура получила дальнейшее распространение и развитие в Германии благодаря её носителям — иммигрантам нескольких волн из России.

## История
Впервые речь о русской культуре в Германии зашла в XIX столетии. В это время Россией правили Николай I, сын Павла Первого и Софии Доротеи Вюртембергской, и его сын Александр II, женатый на Марии Гессен-Дармштадтской. Это обусловило тесные связи между царским двором и немецкими княжескими домами, в первую очередь с княжеским домом Гессен-Дармштадта.
Поездки русских царей на немецкие курорты привели к тому, что прочие представители русской знати и буржуазии, а также культурной элиты России, последовали примеру своих государей. В районе Гессен-Нассау специально готовились к приездам русских гостей, и до сих пор в городах Бад-Эмс, Бад-Наухайм, Бад-Хомбург и Дармштадте сохранились русские православные храмы и другие заведения, к примеру Русский двор, бывший гранд-отель в городе Бад-Эмс. С началом первой мировой войны традиция русской элиты посещать немецкие курорты прервалась.
В 1920-е годы в Берлине было основано обширное культурное сообщество русских эмигрантов, эмигрировавших в Германию после Октябрьской революции.
Писатель Владимир Набоков жил в Берлине с 1922 по 1937 год, и написал там 7 романов на русском языке. Художник Леонид Пастернак жил в Берлине с 1921 по 1936 год. Танцовщица и хореограф Татьяна Гзовская работала в немецкой опере, и проживала в районе Берлина Шарлоттенбург до своей смерти в 1993 году.

## Институты поддержки
В Германии действует множество организаций для русскоязычных жителей. Фонд «Русский мир» приводит список из более чем 250 таких организаций. Они ставят своей целью сохранение русской культуры в Германии, а также интеграцию русскоязычных в немецкое общество.
В 1984 году в Берлине был открыт Дом советской науки и культуры, в настоящее время — Российский дом науки и культуры (РДНК, Русский дом), крупнейшее из 96 представительств Россотрудничества за пределами России. В его задачи входит развитие всесторонних культурных связей между Россией и Германией. Русский дом располагает обширной библиотекой русской литературы, проводит встречи с деятелями русской культуры, различные культурные мероприятия, предлагает курсы и сдачу экзаменов по русскому языку по стандартам российского министерства культуры (ТРКИ). Ежегодное количество участников программ и мероприятий Русского дома насчитывает около 200 тысяч человек.
Аналогичную деятельность на местном и региональном уровне ведёт большинство организаций русской культуры и поддержки соотечественников.